# Tom Florie
Thomas Florie (6 de setembro de 1897 - 26 de abril de 1966) foi um futebolista estadunidense que atuava como atacante. Ele disputou a primeira e segunda divisões da American Soccer League e venceu a Copa dos Estados Unidos. Florie foi membro da Seleção Norte-Americana, que disputou as Copas do Mundo de 1930 e 1934.[carece de fontes?] Foi introduzido no National Soccer Hall of Fame em 1986.